# Онуфрій (Хаврук)
Ону́фрій (в миру Хавру́к Яросла́в Яросла́вович, 25 червня 1966 р., с. Дермань Здолбунівського району Рівненської області) — архієрей Православної церкви України (до 15 грудня 2018 року — Української Православної Церкви Київського Патріархату), титулярний архієпископ Кіцманський, настоятель храму Різдва Христового м. Чернівці. Науковець, кандидат філософських наук.

## Життєпис
У 1981 р. отримав свідоцтво про неповну середню освіту.
У 1984 р. закінчив Дубнівське культосвітнє училище.
З 1984 по 1988 рр. навчався у Луцькому державному педінституті ім. Лесі Українки на факультеті історії та суспільних дисциплін.
У 1993 р. закінчив Київську духовну семінарію, заочний відділ.
З 1988 по 1991 рр. працював на різних посадах педагогічної роботи.
10 березня 1991 року Високопреосвященнійшим Іринеєм (Середнім), Архієпископом Рівненським і Острозьким, був рукоположений в сан диякона. Служіння ніс у Дерманській Свято-Троїцькій парафіяльній церкві і в Дерманському Свято-Троїцькому жіночому монастирі.
3 червня 1992 року був рукоположений Високопреосвященнійшим Іринеєм на священника і направлений настоятелем Свято-Михайлівської церкви с. Миротин Здолбунівського району. Там прослужив 10 років.
У 2002 р. Високопреосвященнійшим Варфоломієм був призначений настоятелем Свято-Воскресенської церкви м. Острога.
З 2003 р. навчається в Аспірантурі при Національному університеті «Острозька академія» за спеціальністю «релігієзнавство», працюючи над дисертацією на здобуття наукового звання «кандидат філософських наук» на тему «Ідея утворення Православного патріархату в Українських землях в контексті міжконфесійних реалій в кінці 16 — першій половині 17 ст.»
З 2005 р. працює викладачем Національного університету «Острозька Академія» на кафедрі релігієзнавства.
25 жовтня 2005 р. прийняв чернечий постриг у Свято-Георгіївському монастирі на Козацьких могилах з ім'ям Онуфрій.

### Єпископське служіння
30 жовтня 2005 р. хіротонізований на єпископа Дерманського та призначений вікарієм Рівненської єпархії з перебуванням у м. Остріг.
28 лютого 2006 року призначений єпископом Вінницьким і Брацлавським, керуючим Вінницькою єпархією.
23 січня 2012 року Указом Святійшого Патріарха Філарета возведений в сан архієпископа.
8 березня 2013 року призначений архієпископом Чернівецьким і Кіцманським.
15 грудня 2018 року разом із усіма іншими архієреями УПЦ КП взяв участь у Об'єднавчому соборі в храмі Святої Софії.
У середині вересня потрапив у реанімацію з коронавірусом і попросив молитися за власне здоров'я. Одужав.
2 лютого 2024, унаслідок об’єднання паралельних єпархіальних структур в Чернівецькій області, Синод ПЦУ ухвалив призначити Преосвященного Онуфрія титулярним архієпископом Кіцманським, настоятелем собору Різдва Христового в м. Чернівці Чернівецької області у підпорядкуванні Предстоятеля ПЦУ, висловивши йому подяку за раніше понесені труди.